# East Side (Manhattan)

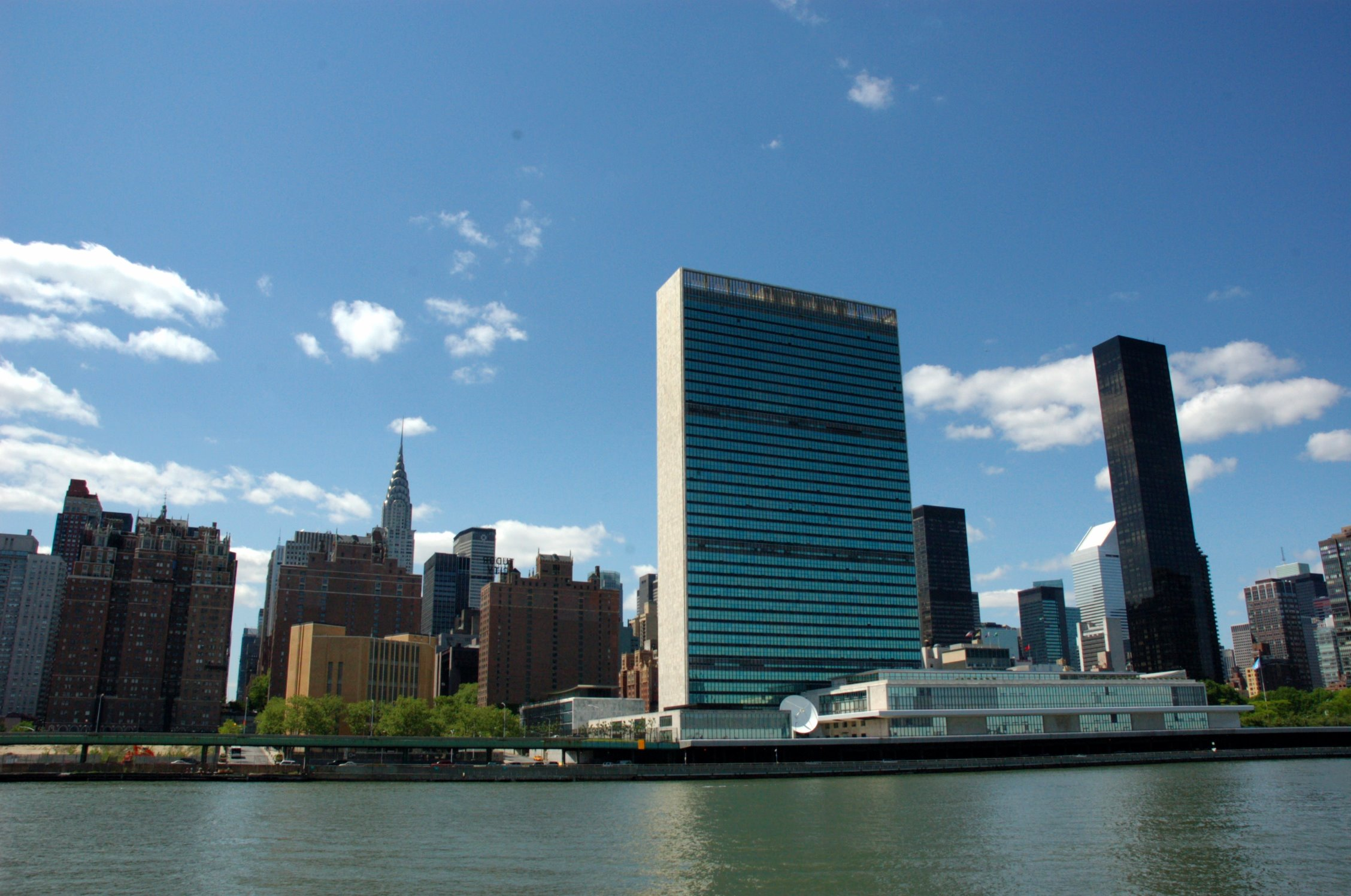
Die East Side von Midtown Manhattan mit dem Gebäudekomplex der Vereinten Nationen

Die East Side ist ein Teil des New Yorker Stadtbezirks Manhattan.

## Lage
Die East Side befindet sich auf der Seite der Insel Manhattan, die an den East River anstößt und Brooklyn und Queens gegenüberliegt. Die Fifth Avenue, Central Park und der südliche Broadway trennen die East Side von der West Side Manhattans.
So teilt der Central Park den mittleren Teil Manhattans in die Upper East Side und die Upper West Side. Diese Trennung spiegelt sich auch in den Straßennamen wider: die „east streets“ sind östlich der Fifth Avenue und die „west streets“ liegen westlich der Fifth Avenue.
Südlich des Central Park ist demnach auch die Fifth Avenue der Teiler zwischen Ost und West. Sie trifft im Süden auf den Washington Square Park. Ab hier gilt der Broadway als teilende Straße, bis die Aufteilung in East und West im verworreneren Straßennetz der Südspitze Lower Manhattans schließlich immer mehr verschwindet.
An der östlichen Südspitze Manhattans befindet sich die Lower East Side, zu der ursprünglich auch das nördlich angrenzende East Village gehörte. Es gibt aber kein Pendant im Sinne einer „Lower West Side“. Stattdessen ist das Gegenstück zum East Village das West Village.

## Viertel
Die wichtigsten Viertel auf der East Side sind (von Nord nach Süd): East Harlem, Yorkville, Upper East Side, Turtle Bay, Murray Hill, Kips Bay, Gramercy, East Village und Lower East Side.

## Verkehr
Die wichtigste Nord-Süd-Verbindung auf der East Side der Franklin D. Roosevelt East River Drive (FDR Drive) und der Harlem River Drive, die größtenteils von der Ostküste der Insel durch den Manhattan Waterfront Greenway getrennt sind.
Die East Side wird verkehrstechnisch auch durch die IRT East Side Line (U-Bahn) und viele Buslinien erschlossen.